# Aire urbaine d'Alès
L'aire urbaine d’Alès est une aire urbaine française constituée autour de la ville d’Alès, en Occitanie.
Dans la nouvelle délimitation de 2010, elle est composée de 52 communes. Avec 115 428 habitants au 1er janvier 2017, elle est la 83e aire urbaine de France par sa population. 
En 1999, elle était composée de 39 communes et sa population faisait d'elle la 87e aire urbaine de France. Elle faisait alors partie de l’espace urbain Grand delta méditerranéen.

## Caractéristiques
En 2020, l'Insee définit un nouveau zonage d'étude : les aires d'attraction des villes. L'aire d'attraction d'Alès remplace désormais son aire urbaine, avec un périmètre différent.
Selon la délimitation 2010 établie par l'INSEE en 2011, l'aire urbaine d’Alès est composée de 52 communes, toutes situées dans le Gard. 
Son pôle urbain est l'unité urbaine d'Alès (couramment : agglomération) d’Alès, formée de 22 communes. Il s'agit d'un « grand pôle urbain », c'est-à-dire offrant 10 000 emplois ou plus, selon la nomenclature établie dans le nouveau zonage en aires urbaines de 2010. De ce fait, l'aire urbaine d'Alès est considérée comme une des 241 « grandes aires urbaines » de France.
Les 30 autres communes, dites « appartenant à la couronne d'un grand pôle », sont toutes des communes rurales.
Le tableau suivant détaille la répartition de l'aire urbaine sur le département (les pourcentages s'entendent en proportion du département) :
| Département | Communes | Communes (%) | Superficie (km²) | Superficie (%) | Population (2016) | Population (%) |
| ----------- | -------- | ------------ | ---------------- | -------------- | ----------------- | -------------- |
| Gard        | 52       | 14,7         | 662,29           | 11,31          | 115 428           | 15.51          |

## Les 52 communes de l'aire urbaine
Voici la liste des communes de l'aire urbaine d’Alès :
| Code INSEE | Commune                        | Type                                              | Département | Superficie (km²) | Population (2017) | Densité (hab./km²) (2017) |
| ---------- | ------------------------------ | ------------------------------------------------- | ----------- | ---------------- | ----------------- | ------------------------- |
| 30007      | Alès                           | Commune du pôle urbain                            | Gard        | +0023,16         | 40 219            | 1 737                     |
| 30008      | Allègre-les-Fumades            | Commune appartenant à la couronne d'un grand pôle | Gard        | +0024,59         | 902               | 37                        |
| 30010      | Anduze                         | Commune du pôle urbain                            | Gard        | +0014,6          | 3 436             | 235                       |
| 30027      | Bagard                         | Commune du pôle urbain                            | Gard        | +0014,55         | 2 574             | 177                       |
| 30042      | Boisset-et-Gaujac              | Commune du pôle urbain                            | Gard        | +0014,24         | 2 545             | 179                       |
| 30055      | Brouzet-lès-Alès               | Commune appartenant à la couronne d'un grand pôle | Gard        | +0013,03         | 649               | 50                        |
| 30077      | Cendras                        | Commune du pôle urbain                            | Gard        | +0012,86         | 1 841             | 143                       |
| 30094      | Corbès                         | Commune appartenant à la couronne d'un grand pôle | Gard        | +0003,28         | 154               | 47                        |
| 30101      | Deaux                          | Commune appartenant à la couronne d'un grand pôle | Gard        | +0005,95         | 648               | 109                       |
| 30129      | Générargues                    | Commune du pôle urbain                            | Gard        | +0010,24         | 699               | 68                        |
| 30142      | Laval-Pradel                   | Commune appartenant à la couronne d'un grand pôle | Gard        | +0017,68         | 1 161             | 66                        |
| 30147      | Lézan                          | Commune appartenant à la couronne d'un grand pôle | Gard        | +0009,54         | 1 537             | 161                       |
| 30152      | Les Mages                      | Commune du pôle urbain                            | Gard        | +0012,69         | 2 074             | 163                       |
| 30158      | Martignargues                  | Commune appartenant à la couronne d'un grand pôle | Gard        | +0004,92         | 424               | 86                        |
| 30159      | Le Martinet                    | Commune appartenant à la couronne d'un grand pôle | Gard        | +0010,35         | 750               | 72                        |
| 30162      | Massillargues-Attuech          | Commune appartenant à la couronne d'un grand pôle | Gard        | +0006,27         | 662               | 106                       |
| 30165      | Méjannes-lès-Alès              | Commune du pôle urbain                            | Gard        | +0006,58         | 1 222             | 186                       |
| 30167      | Meyrannes                      | Commune appartenant à la couronne d'un grand pôle | Gard        | +0006,51         | 825               | 127                       |
| 30168      | Mialet                         | Commune appartenant à la couronne d'un grand pôle | Gard        | +0030,76         | 624               | 20                        |
| 30173      | Mons                           | Commune du pôle urbain                            | Gard        | +0015,94         | 1 677             | 105                       |
| 30177      | Monteils                       | Commune appartenant à la couronne d'un grand pôle | Gard        | +0006,98         | 656               | 94                        |
| 30187      | Navacelles                     | Commune appartenant à la couronne d'un grand pôle | Gard        | +0011,02         | 325               | 29                        |
| 30188      | Ners                           | Commune rurale monopolarisée                      | Gard        | +0004,96         | 702               | 142                       |
| 30197      | Les Plans                      | Commune appartenant à la couronne d'un grand pôle | Gard        | +0006,15         | 252               | 41                        |
| 30203      | Portes                         | Commune appartenant à la couronne d'un grand pôle | Gard        | +0014,42         | 344               | 24                        |
| 30204      | Potelières                     | Commune appartenant à la couronne d'un grand pôle | Gard        | +0006,47         | 373               | 58                        |
| 30214      | Ribaute-les-Tavernes           | Commune appartenant à la couronne d'un grand pôle | Gard        | +0014,27         | 2 209             | 159                       |
| 30215      | Rivières                       | Commune appartenant à la couronne d'un grand pôle | Gard        | +0009,96         | 362               | 36                        |
| 30223      | Rousson                        | Commune du pôle urbain                            | Gard        | +0032,57         | 4 106             | 126                       |
| 30227      | Saint-Ambroix                  | Commune du pôle urbain                            | Gard        | +0011,74         | 3 162             | 269                       |
| 30237      | Saint-Brès                     | Commune du pôle urbain                            | Gard        | +0011,37         | 652               | 57                        |
| 30243      | Saint-Christol-lès-Alès        | Commune du pôle urbain                            | Gard        | +0020,25         | 7 030             | 347                       |
| 30247      | Saint-Denis                    | Commune appartenant à la couronne d'un grand pôle | Gard        | +0003,65         | 294               | 81                        |
| 30250      | Saint-Étienne-de-l'Olm         | Commune appartenant à la couronne d'un grand pôle | Gard        | +0004,18         | 388               | 93                        |
| 30253      | Saint-Florent-sur-Auzonnet     | Commune appartenant à la couronne d'un grand pôle | Gard        | +0009,31         | 1 173             | 126                       |
| 30259      | Saint-Hilaire-de-Brethmas      | Commune du pôle urbain                            | Gard        | +0013,91         | 4 313             | 310                       |
| 30261      | Saint-Hippolyte-de-Caton       | Commune appartenant à la couronne d'un grand pôle | Gard        | +0006,15         | 213               | 35                        |
| 30268      | Saint-Jean-de-Valériscle       | Commune du pôle urbain                            | Gard        | +0008,15         | 669               | 82                        |
| 30270      | Saint-Jean-du-Pin              | Commune du pôle urbain                            | Gard        | +0013,96         | 1 511             | 108                       |
| 30271      | Saint-Julien-de-Cassagnas      | Commune du pôle urbain                            | Gard        | +0004,46         | 698               | 157                       |
| 30274      | Saint-Julien-les-Rosiers       | Commune du pôle urbain                            | Gard        | +0014,01         | 3 348             | 239                       |
| 30275      | Saint-Just-et-Vacquières       | Commune appartenant à la couronne d'un grand pôle | Gard        | +0023,52         | 302               | 13                        |
| 30284      | Saint-Martin-de-Valgalgues     | Commune du pôle urbain                            | Gard        | +0013,11         | 4 419             | 337                       |
| 30291      | Saint-Paul-la-Coste            | Commune appartenant à la couronne d'un grand pôle | Gard        | +0018,95         | 285               | 15                        |
| 30294      | Saint-Privat-des-Vieux         | Commune du pôle urbain                            | Gard        | +0015,8          | 5 182             | 328                       |
| 30298      | Saint-Sébastien-d'Aigrefeuille | Commune appartenant à la couronne d'un grand pôle | Gard        | +0015,82         | 500               | 32                        |
| 30303      | Saint-Victor-de-Malcap         | Commune du pôle urbain                            | Gard        | +0010,87         | 833               | 77                        |
| 30305      | Salindres                      | Commune du pôle urbain                            | Gard        | +0011,53         | 3 494             | 303                       |
| 30318      | Servas                         | Commune appartenant à la couronne d'un grand pôle | Gard        | +0010,76         | 209               | 19                        |
| 30323      | Soustelle                      | Commune appartenant à la couronne d'un grand pôle | Gard        | +0011,09         | 123               | 11                        |
| 30330      | Tornac                         | Commune appartenant à la couronne d'un grand pôle | Gard        | +0019,68         | 904               | 46                        |
| 30348      | Vézénobres                     | Commune appartenant à la couronne d'un grand pôle | Gard        | +0017,07         | 1 774             | 104                       |
| 078        | Total                          | Aire urbaine d'Alès                               |             | +0662,29         | 115 428           | 174                       |

## Évolution démographique
L'évolution démographique ci-dessous concerne l'unité urbaine selon le périmètre défini en 2010.
| 1968   | 1975   | 1982   | 1990    | 1999    | 2006    | 2011    | 2016    | 2017    | - |
| ------ | ------ | ------ | ------- | ------- | ------- | ------- | ------- | ------- | - |
| 92 199 | 92 847 | 96 929 | 100 402 | 100 379 | 107 585 | 112 741 | 114 893 | 115 428 | - |

Histogramme

(élaboration graphique par Wikipédia)